# Dead Space (videojoc)
Dead Space és un videojoc survival horror d'acció en tercera persona, desenvolupat per EA Redwood Shores per PlayStation 3, Xbox 360 i Windows, llançat l'octubre del 2008. El joc va estar disponible per Steam el 20 d'octubre del 2008. La seua seqüela, Dead Space 2, fou llançada el 25 de gener de 2011.

## Jugabilitat
La història es desenvolupa a l'interior de l'extractora espacial USG Ishimura. La tripulació ha estat massacrada per «necromorfs», monstres creats per una forma de vida extraterrestre. El protagonista, Isaac Clarke, ha d'enfrontar-se als «necromorfs» en solitari. L'acció es desenvolupa com un shooter en tercera persona amb un control amb clares influències de Resident Evil 4. L'ambientació recorda intensament la pel·lícula Alien.
L'objectiu de la majoria de les missions és recórrer les cobertes del Ishimura per recollir elements i portar-los a certs punts segons les indicacions que altres personatges secundaris donen a Clarke a través del seu enllaç de ràdio. Durant aquests recorreguts els enemics ens ataquen de formes inesperades i en grups cada vegada més nombrosos. El combat amb els enemics es realitza amb una tècnica anomenada «desmembrament estratègic»: els enemics han de ser esquarterats per aconseguir eliminar-los. Es fa necessària una gran precisió, ja que cal arrencar les extremitats a l'enemic. Per exemple, els enemics sense cames seguiran arrossegant-se cap a nosaltres més lentament usant els braços.
La vitalitat del jugador es visualitza en un led sobre l'espina dorsal del vestit («Salut de Ferro»), així com la quantitat de estasis i oxigen restant. El mòdul estabilitzador Stasis Module és una eina del vestit del protagonista que permet projectar estasis que ralenteix el moviment dels elements aconseguits. Aquests elements poden ser enemics o alguns components mòbils de l'escenari, com a portes o grans ventiladors. El estasis és un component estratègic en els combats en permetre eliminar els enemics en cert ordre, «congelant» a algun d'ells. També permet fugir dels enemics sense eliminar-los. Una altra eina del vestit és el mòdul de kinesis que permet capturar elements, transportar-los levitant a uns centímetres del vestit o llançar-los a manera d'arma. És una característica fonamental per resoldre alguns puzles, ja que permet transportar elements per complir amb un objectiu de la missió o connectar bateries que activen alguns components electrònics encara que també, en alguns casos, es poden agarrar parts del cos d'algun necromorf i llançar-les de retorn per provocar-los dany.
Al llarg de les missions el protagonista pren ítems de l'escenari o dels enemics eliminats que permeten augmentar la seva salut, oxigen o estasis restant. També es pot recollir munició per a cadascuna de les armes disponibles. En certs punts es troben magatzems que permeten una gestió dels ítems de la forma habitual en un RPG: és possible comprar i vendre ítems o emmagatzemar-los allí per alliberar slots d'emmagatzematge del vestit.
El vestit del protagonista, així com totes les armes, poden ser millorades en diversos aspectes: velocitat de recarrega, capacitat de carregador, dany infligit per les armes, durada de l'oxigen del vestit, durada de estasis, entre uns altres. A través dels punts de «millores» distribuïts al llarg de l'escenari és possible gestionar cuales millores aplicar al vestit o les armes. Totes les millores es concedeixen a canvi d'un tipus d'objecte anomenat «node d'energia». Els nodes d'energia es troben dispersos en els escenaris o poden ser comprats en els «magatzems». Els nodes d'energia també poden ser utilitzats per desbloquejar àrees amb recursos al llarg del joc. Altres tipus d'objectes són els registres de video, àudio o text que revelen nous detalls de la trama.
Alguns escenaris es troben en gravetat zero o és possible activar aquesta característica a través d'interruptors. En aquests escenaris és possible saltar lliurement a gairebé totes les superfícies (sòl, parets o sostre) així com caminar lentament sobre elles (usant botes magnètiques).

### Interfície
Una de les característiques distintives d'aquest títol és la desaparició total d'un HUD. En el seu lloc s'utilitza unes projeccions hologràfiques que emanen del vestit del protagonista que permeten navegar per l'inventari, revisar la base de dades del joc o veure el mapa. Totes aquestes accions es realitzen sense detenir l'acció del joc el que permet major fluïdesa.

### Armes
El protagonista solament pot portar quatre armes simultàniament però podrà intercanviar-les per altres dipositades en els magatzems. Algunes armes es troben durant les missions i unes altres solament poden ser adquirides a canvi de crèdits en els magatzems. Totes les armes, excepte una, són realment eines en les diferents tasques d'enginyeria a l'Ishimura. La primera arma que porta Clark, i la més emblemàtica del joc, és la «cortadora de plasma». Totes les armes tenen dues maneres de tret i cadascuna té característiques pròpies. Totes les armes poden ser millorades en els punts de millores en diferents aspectes com l'abast, la potència, velocitat de recarrega o la grandària del carregador.

## Argument
Al segle XXV, la Terra ha esgotat tots els seus recursos energètics i minerals el que porta al món a enfrontar-se a l'extinció o evitar-la per la qual cosa es comença a pensar en un negoci lucratiu: la mineria intergalàctica. Grans naus d'extracció planetària són enviades a diversos punts de l'univers on puguin ser trobats els recursos per a la supervivència de la humanitat. L'any 2508 la mineria intergalàctica és un negoci lucratiu. Les corporacions mineres escullen planetes amb grans recursos miners. Instal·len colònies en la superfície i extreuen plaques tectòniques completes utilitzant enganxis gravitatoris. Aquestes porcions del planeta són arrossegades per grans naus espacials anomenades «extractores planetàries» (planetcrakers en anglès) en les quals es refinen els minerals i es transporten a la seva destinació, ja sigui la Terra o altres colònies terràqüies on escassegen els recursos minerals.
La major i més antiga d'aquestes naus és la USG Ishimura (石村, lit. «Poble de pedra») que es troba en el sistema Aegis VII realitzant la seva excavació número 35. No obstant la Corporació d'Extracció Concòrdia (Concordance Extraction Corporation en anglès) o CEC ha perdut el contacte amb ella i s'envia un equip de manteniment d'emergència per aconseguir reparar els sistemes danyats. L'equip de tècnics estava compost per: Zach Hammond, cap de seguretat i encarregat de supervisar la tasca de reparació; Kendra Daniels, experta en informàtica; els caps Johnston i Chen els qui eren els pilots i personal de suport de seguretat de la nau respectivament i finalment es troba el protagonista, Isaac Clarke. Clarke és un enginyer de sistemes que manté una relació sentimental amb un dels tripulants de la Ishimura, l'oficial mèdic Nicole Brennan. No obstant això la nau que transporta a l'equip (l'USG Kelion) s'estavella en la badia d'aterratge per una fallada en l'ancoratge gravitatori i queda inutilitzada.
Inicialment la Ishimura sembla deserta, però no trigaran a comprovar que no estan sols. Quan Isaac corre una revisió mèdica de sistemes vitals de la nau i examina els informes de danys, s'activa sobtadament una quarantena i són atacats per uns éssers deformis que surten dels sistemes de ventilació, matant als dos membres de l'equip de seguretat. Els supervivents de l'equip se separen. D'una banda Clark i per un altre Zach Hammond, cap de seguretat, i Kendra Daniels, especialista en informàtica. Seguint les indicacions d'Hammond i Kendra, Clark repara el monorraíl que permet a l'equip desplaçar-se per la nau. El seu primer objectiu és buscar dades per esbrinar l'ocorregut en la nau i trobar una via de sortida d'ella. Descobreixen que les diferents cobertes de la Ishimura estan plenes de cadàvers i monstres d'origen desconegut. No sembla haver-hi supervivents.
Després de reactivar els motors de la nau, que han estat sabotejats, tracten d'enviar un senyal. Tot això ho fan esquivant els atacs dels necromorfs, nom que els científics de la nau van donar a aquests monstres. En un d'aquests enfrontaments Hammond tanca a un necromorf en una càpsula de rescat i la llança. Kendra troba informació que sembla indicar que abans de l'atac dels necromorfs va haver-hi un cas de paranoia col·lectiva en la colònia que es va estendre a la nau. L'origen d'aquests successos està relacionat amb el descobriment d'un artefacte anomenat la «Efígie Vermella» (Red Marker en anglès) durant les excavacions al planeta.
Clark busca llavors una balisa seguint les indicacions que Kendra li envia des del nucli informàtic, on està atrinxerada. Planta aquesta balisa en una de les roques que estaven pendents de tractament en la coberta de mineria i llança la roca. D'aquesta forma aconsegueixen enviar un senyal de socors que es transmet més enllà del cinturó d'asteroides que la Ishimura va crear durant les extraccions planetàries. Poc després d'enviar el missatge de socors l'USM Valor, una nau militar que es trobava misteriosament en el sistema Aegis VII, respon a la trucada. També s'indica que han recollit la càpsula de rescat llançada per Hammond. Però abans de poder advertir a la tripulació del Valor del perillós ser que es trobava dins, el necromorf a bord ataca als tripulants del Valor que finalment s'estavellen contra la Ishimura.
Clark pren de les restes del Valor el nucli gravitacional necessari per fer volar l'últim transbordador operatiu en la Ishimura. A més del nucli és necessari extreure una peça del motor de la Ishimura per reactivar el transbordador. A bord de la Valor, Isaac i Hammond descobreixen que la nau transportava armament militar pesat, la qual cosa suggereix que la missió de la nau militar era de fet, destruir la Ishimura i no salvar a ningú; pel que sospiten que algú fora sap el que està succeint en la Ishimura i pretén ocultar els esdeveniments ocorreguts allí destruint qualsevol evidència. Durant aquesta missió Hammond és assassinat per un dels necromorfos. Llavors Kendra planeja fugir de la Ishimura reparant el transbordador. Durant aquesta tasca Terrence Kyne (antic oficial d'investigació científica de l'Ishimura i últim supervivent) es posa en contacte amb Clark i li explica que solament retornant l'Efígie Vermella, extreta del planeta, els necromorfs seran controlats i les al·lucinacions es detindran. Kendra està d'acord en aquest pla, ja que pensa que amb l'ajuda de Kyne serà més fàcil la fugida.
Clark s'encarrega de tornar a equipar el transbordador, recuperar l'Efígie Vermella de la badia de càrrega de l'Ishimura i carregar-la en el transbordador que Kyne col·loca en la badia d'aterratge. Quan Clark tracta de pujar al transbordador juntament amb Kyne, Kendra assassina a Kyne i pren el transbordador per fugir. Kendra revela que és una agent del govern que té l'objectiu de retornar l'Efígie Vermella a la terra, revelant a més que l'Efígie Vermella que els colons i el personal de la Ishimura pensaven era extraterrestre, no és més que una rèplica exacta creada mitjançant enginyeria inversa d'una Efígie de color negre trobada a la Terra centenars d'anys enrere.
Després de la fugida de Kendra amb el transbordador i l'Efígie, Nicole es comunica amb Clark. Li demana que utilitzi el control remot de la Ishimura per recuperar el transbordador i tornar a col·locar l'Efígie en l'explotació minera de la colònia, on va ser trobada. En recuperar el transbordador, Kendra fuig en una càpsula de salvament que la dirigeix a la Colònia. Clark aconsegueix aterrar el transbordador amb el control remot en la Ishimura i pilota amb Nicole fins a la colònia, portant l'Efígie amb ell buscant dur a terme el pla del Doctor Kyne.
A la colònia Nicole torna a desaparèixer. Clark col·loca l'Efígie en el seu «altar» original el que provoca una reacció que deté l'activitat dels necromorfs. Com a efecte col·lateral els ancoratges gravitatoris que suspenen un immens tros de roca que anava a ser transportat al Ishimura es deixen anar i comença a descendir cap a la colònia. Abans que el procés acabi, i quan Clark no pot detenir-la, Kendra arriba al lloc. Retira l'Efígie del seu lloc i mostra a Clark el video que demostra que Nicole va cometre suïcidi abans que ells arribessin al Ishimura. El que Clark ha vist són les al·lucinacions que l'Efígie genera en la seva ment i amb la qual controlava la seva voluntat i la d'altres supervivents, com Kyne.
Clark corre cap a l'únic transbordador disponible que li permetria fugir al costat de Kendra, ja que la colònia està destinada a la destrucció a causa de la roca que es dirigeix cap a ella. No obstant això en tractar de pujar al transbordador, en el qual Kendra estava acoblant l'Efígie, un descomunal necromorf mata a Kendra i Clark ha de destruir els seus punts febles per aconseguir escapar de la colònia, deixant l'Efígie allí. En el viatge de tornada a la terra Clark revisa l'últim video de Nicole abans del seu suïcidi i descobreix que segueix sofrint al·lucinacions.

### L'aparició dels necromorfs
Al llarg del videojoc els registres recollits van desvetllant l'ocorregut abans de l'arribada de Clark i la resta de l'equip de manteniment. Després de diversos casos aïllats de demència en la Colònia, el doctor Kyne comença a preocupar-se. Des del descobriment de l'artefacte que va ser cridat Efígie Vermella en l'excavació, els atacs psicòtics són cada vegada més habituals, fins i tot arriba a haver-hi un cas d'assassinat. Kyne demana ajuda a l'expert de psiquiatria, el doctor Mercer, i tracta de dissuadir al capità Mathius de pujar l'Efígiea la nau, ja que suposa que els casos de bogeria estan relacionats amb ella. Després de l'aparició dels primers necromorfs en la colònia es declara la quarantena i es transporta ràpidament l'Efígie a la Ishimura.
Les investigacions amb els primers necromorfs revelen que un virus d'origen extraterrestre recombina els cadàvers humans per crear nous necromorfs. El doctor Mercer, membre de la Uniologia com el capità i Kyne, considera els necromorfs una creació divina i l'Efígie com una relíquia sagrada, més important que la tripulació del Ishumura. Un cas de esquizofrènia col·lectiva s'apodera de la colònia. Es produeixen assassinats col·lectius. Per als membres de la uniologia aquests assassinats són el primer pas per arribar la vida eterna profetitzada per Michael Altman.
Després de l'arribada de l'Efígie Vermella a la nau apareixen els primers necromorfs en el Ishimura. Kyne vol rellevar al capità i, en tractar d'injectar-li el que sembla un tranquil·litzant, l'assassina. El pànic s'apodera de la nau i almenys un tècnic tracta d'enviar un missatge de socors però no ho aconsegueix. El Ishimura estava realitzant una operació minera en un sistema prohibit. Els últims supervivents són Mercer i Kyne.
Els esforços de Clark, Hammond i Kendra per escapar de la nau es veuen obstaculitzats per Mercer, que tracta d'oferir la «vida eterna» a Clark lliurant-ho a «la seva creació», un necromorf capaç de regenerar-se i impossible d'eliminar amb les armes de les quals disposa Clark. Kendra comprova que molts dels sistemes als quals intenten accedir són bloquejats des de dins de la nau. Posteriorment es descobreix que l'autor d'aquests sabotatges era l'oficial Kyne que tracta per tots els mitjans d'impedir que l'Efígie surti de la Ishimura salvo per retornar a la colònia, lloc del que va ser extreta. Kyne sosté que retornar l'Efígie al seu punt d'origen farà que els necromorfs siguin retinguts allí i el brot psicòtic col·lectiu es detingui.

### L'Efígie Vermella i Negra
En escapar amb l'Efígie, Kendra explica a Clark que l'Efígie Vermella és un experiment per construir una rèplica de l'Efígie Negra per enginyeria inversa. L'Efígie Negra va ser trobada 200 anys abans a la terra pel fundador de la Uniologia, Michael Altman.
Durant les investigacions amb la rèplica, l'Efígie Vermella, es va descobrir que en activar-la apareixia un patró rítmic en moltes freqüències, que afectava als investigadors produint al·lucinacions. Part de la informació extreta de l'Efígie Negra es va interpretar com a cadenes d'ADN i van permetre crear un nou virus. Aquest virus només s'activava davant la presència d'altres cèl·lules mortes. Ja llavors alguns investigadors es van contaminar amb aquests virus i es van produir diverses «recombinacions», és a dir, l'aparició dels primers necromorfs. Aquesta experiència va ser el que va portar als responsables a traslladar els experiments amb l'Efígie Vermella a un sistema prohibit, Aegis VII, on no estava permès l'accés. Dead Space és el nom que els investigadors van donar al «espai mort» al voltant de l'Efígie Vermella, en la qual les «recombinacions» i els necromorfos entren en estat de letargia. Dos-cents anys després el Ishimura viola aquesta restricció de manera il·legal per realitzar extraccions mineres.

### La Uniologia
La uniologia (Unitology en anglès) és una religió fictícia de la qual són devots varis personatges del videojoc Dead Space. L'origen de la uniologia té lloc 200 anys abans dels successos ocorreguts en el Ishimura. En aquest moment l'antropòleg Michael Altman va descobrir en les seves investigacions un artefacte al que crida L'Efígie (The Marker en anglès). Altman, juntament amb un equip d'investigació, comença a estudiar l'artefacte. Ell interpreta que el seu origen és extraterrestre i la mostra definitiva que existeix vida intel·ligent extraterrestre. En fer públic els seus descobriments és assassinat pel govern.
Després de la seva mort els seus seguidors van organitzar tota una religió al voltant de les seves creences, la Uniologia. Aquesta religió predica l'existència d'intel·ligència extraterrestre i la possibilitat d'una «vida després de la mort» a través de la tecnologia alienígena. Els membres d'aquesta església han d'aportar grans summes de diners per ascendir en la jerarquia. A més, després de la seva mort han de cedir el seu cos a l'església que s'encarrega de conservar-ho. Informes no confirmats indiquen que la uniologia utilitza els seus recursos per construir una gran flota espacial amb una fi desconeguda.
El capità Mathius de l'USG Ishimura, molts dels seus oficials i gran part dels colons d'Aegis VII pertanyen a aquesta religió, que a la terra es manté de forma semioculta i té una gran influència política. L'origen del seu nom pot provenir de la següent cita del llibre La mort és solament el principi d'Altman: «Els humans [?] renaixeran com una Unitat. […] La unitat serà eterna». Malgrat les similituds amb la cienciologia els creadors del joc han negat que s'hi inspirés per crear la Uniologia.

## Desenvolupament
Electronic Arts va anunciar per primera vegada Dead Space al setembre de 2007. El joc va ser desenvolupat per Redwood Shores, Califòrnia que anteriorment havia treballat a The Godfather i The Simpson: the game. En l'equip de desenvolupament hi havia membres del primer System Shock. El productor executiu, Glen Schofield, va dir que volien crear alguna cosa «més fosc i esborronador» que el seu títols anteriors. L'equip va analitzar una gran varietat de pel·lícules de terror per aconseguir inspiració amb els esglais en el joc.
Les primeres versions del joc van cridar l'atenció pel seu alt nivell del gore i violència en el joc, en particular la tàctica del "desmembrament estratègic" (emfatitzat per Schofield com el primer tema de Dead Space). Per aconseguir fer els cossos més realistes, l'equip de desenvolupament estudio fotos de víctimes de xocs de cotxes (això després va ser corregit i titllat com un mite; segons l'artbook oficial del videojoc el que es va usar va ser una cabra morta comprada en una carnisseria). El joc va ser inicialment desenvolupat per la Xbox original.

### Àudio

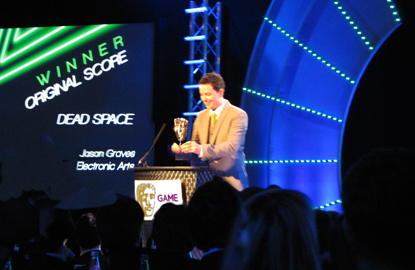
Jason Graves (a la imatge) va aconseguir el guardó a «Millor Banda Sonora Original» i «Millor Ús d'Àudio», per part dels Premis de Cinema de l'Acadèmia Britànica, en 2009.

L'11 de novembre de 2008, iTunes i Amazon van llançar la banda sonora de Dead Space en descàrrega. El 2009 Dead Space va ser nominat a diversos premis per l'organització Game Audio Network Guild (GANG): Música de l'any, Àudio de l'any i Disseny de so de l'any. Dead Space va ser guanyador dels premis a Àudio de l'any i Disseny de So de l'Any.

## Màrqueting
Electronic Arts i Image Comics van anunciar una sèrie de llibre còmics basades en el joc el 21 de febrer de 2008. Van ser il·lustrats per Ben Templesmith i escrits per Antony Johnston, els sis llibres de còmics Dead Space eren una preqüela del joc. Ambientats en Aegis VII, el planeta al voltant del qual l'USG Ishimura està orbitant, una colònia de miners espacials extreuen un antic artefacte anomenat «L'Efígie» que comença a afectar cada membre de la colònia. La primera edició va ser llançada el 3 de març de 2008. No obstant això una versió limitada de l'edició 1 amb una portada exclusiva va ser llançada en WonderCon 2008 per les 25 primeres persones que arribessin a la convenció cada dia.
Electronic Arts i Starz Media també van anunciar un film d'animació, Dead Space: Downfall, una preqüela dels esdeveniments del joc, prenent lloc després que els necromorfs envaïssin l'USG Ishimura. El film, desenvolupat per Film Roman, va ser llançat el 28 d'octubre de 2008. Inicialment, el gestor de la comunitat Dead Space Andrew Green va declarar que Alemanya, Xina i Japó havien prohibit el joc. No obstant això ha estat confirmat que va ser una argúcia de màrqueting i que Dead Space no va ser prohibit a cap país.
El 22 d'agost de 2008, No Known Survivors va ser llançat, un lloc web similar a joc de realitat alternativa que donava l'oportunitat al visitant d'explorar el món narratiu de Dead Space. El joc té poc de tipus jugo de realitat alternativa i molt de aventura gràfica tipus Myst. Coincidint amb el llançament de Dead Space, els guanyadors de noranta primers premis en aquest joc van ser guardonats amb una còpia del joc en la plataforma que ells van escollir.

## Recepció
Dead Space ha estat ben rebut i lloat per la crítica. IGN remarco la gran quantitat de referències cinematogràfiques en el joc: «Hi ha connexions òbvies d'elements oposats en Dead Space que pot ser associats a Horitzó final, la quatriologia de Alien, The Thing de John Carpenter, La nit dels morts vivents i d'altres». Algunes influències cinematogràfiques no tan evidents són Solaris i 2001: una odissea de l'espai. Eurogamer fa una repàs per tots els jocs dels quals Dead Space pren elements: Resident Evil 4, Half-Life 2, TimeShift, Doom III, BioShock, Quake i Prey. L'única innovació pròpia, segons GameSpot, es troba en el sistema de desmembraments estratègica. A Meristation es valora que el conjunt creat a partir d'aquestes fonts té personalitat pròpia. La gran majoria dels crítics consideren que la seva ambientació, la cura pels detalls i el disseny sonor és el més remarcable del joc i ajuda a crear una experiència terrorífica.
La vida comercial del videojoc va ser reeixida. Segons EA, es va confirmar la venda d'almenys 2 milions de còpies. Segons VGChartz s'han venut més de 3.7 milions de còpies. El joc posseeix actualment una puntuació agregada de 89% en GameRankings i 86% a Metacritic.